# The Spark
The Spark — пятый студийный альбом английской рок-группы Enter Shikari, выпущенный 22 сентября 2017 года на лейблах Ambush Reality и PIAS Recordings. Запись альбома проходила в начале 2017 года в Нортгемптоншире.

## Предыстория и запись
После событий 2016 года, таких как брэксит и избрание Дональда Трампа президентом США, Рау Рейнольдс заявил в своём твиттере, что стал страдать от генерализованного тревожного расстройства. Он заявил, что из-за этого срыва и в связи с вновь пришедшим к нему вдохновением группа намеревается записать самый важный альбом в своей истории.
Запись прошла на студиях Angelio Studios и Muttley Ranch в Англии. Продюсерами выступили Рау Рейнолдьс и Дэвид Костен. Запись проходила под руководством Костена и Тима Морриса. Дополнительные сессии записи проводилась Рейнольдсом на Radiate Studios при участии Люка Гиббса. Костен обеспечил запись дополнительных клавишных партий и программных семплов. Уилл Харви и Августа Харрис приняли участие в записи соответственно скрипки и виолончели. Костен занимался сведением альбома, дальнейшим мастерингом цифровой и CD версии занимался Боб Людвиг из студии Gateway Mastering. Мастерингом виниловой версии альбома занимался Стюарт Хокен из студии Metropolis. Джулз Болдвин, Эман Квенортм, Нэйтан Киллэм, Джейми Ваймарк, Алекс Криббс, Джек Гудвин, Ли Джеффри, Мэтт Пенделл, Арун Шамба, Уильям Теллис, Мэтт Ноулс, Дэниел Гриффин, Нэйтан Хорлоу, Адам Холсворт, Зак Хоули, Джордж Рокет, Бен Гибсон, Патрик О’Хэнлон, Клементина лавендер, Дэнни Прайс, Джонатан Коган, Лео Тэйлор, Холли Роббинсон, Зоуи Ландон, Ли Багресс, Йен Дрэйнер, Джеймс Пауэр, Корин Каминг, Фрейзер Вудхаус и Пип Ньюби записали групповые вокальные партии.

## Релиз
31 июля 2017 года группа выпустила музыкальный клип на песню «Live Outside». 13 сентября 2017 года вышел второй сингл и видеоклип «Rabble Rouser». Альбом был выпущен 22 сентября 2017 года на лейблах Ambrush Reality и PIAS Recordings. В ноябре и декабре 2017 года группа отправилась в тур в поддержку альбома, выступив в Великобритании и других европейских странах.

## Оценка критиков
The Spark был позитивно воспринят критиками. Средняя оценка альбома на сайте Metacritic составила 74 балла из 100, альбом был отмечен, как «получивший в основном положительные отзывы», основываясь на 10 рецензиях. Франческа Гослинг, журналистка The Irish Times, дала альбому положительную оценку в 8 баллов из 10, отметив, что «те, кто надеются на возвращение к раннему звучанию, могут быть разочарованы, но неустрашимое желание музыкантов Enter Shikari эволюционировать в каждой своей следующей записи действительно восхищает».
The Spark выиграл награду Kerrang! Awards 2018 в номинации «лучший альбом».

## Список композиций
Автор текстов Рау Рейнольдс. Авторы музыки Enter Shikari.
| №   | Название                                          | Длительность |
| --- | ------------------------------------------------- | ------------ |
| 1.  | «The Spark»                                       | 0:47         |
| 2.  | «The Sights»                                      | 3:18         |
| 3.  | «Live Outside»                                    | 3:37         |
| 4.  | «Take My Country Back»                            | 3:41         |
| 5.  | «Airfield»                                        | 4:46         |
| 6.  | «Rabble Rouser»                                   | 4:22         |
| 7.  | «Shinrin-yoku»                                    | 4:15         |
| 8.  | «Undercover Agents»                               | 4:24         |
| 9.  | «The Revolt of the Atoms»                         | 4:42         |
| 10. | «An Ode to Lost Jigsaw Pieces (In Two Movements)» | 5:55         |
| 11. | «The Embers»                                      | 0:44         |

| №   | Название                          | Длительность |
| --- | --------------------------------- | ------------ |
| 12. | «Redshift»                        | 3:58         |
| 13. | «Supercharge» (feat. Big Narstie) | 3:33         |

## Участники записи
Участники записи и выпуска альбома, в соответствии с буклетом, прилагаемым к альбому.

| Enter Shikari - Рау Рейнольдс — основной вокалист, клавишник, программные семплы, пианино, гитара, труба - Рори Клевлоу — ритм-гитара, вокал, калимба - Крис Баттен — бас, вокал, орган - Роб Рольф — ударные, перкуссия В записи также участвовали - Дэвид Костен — дополнительные клавишные партии, программные семплы - Уилл Харви — скрипка - Августа Харрис — виолончель - Джулз Болдвин, Эман Квенортм, Нэйтан Киллэм, Джейми Ваймарк, Алекс Криббс, Джек Гудвин, Ли Джеффри, Мэтт Пендел, Арун Шамба, Уильям Теллис, Мэтт Ноулс, Дэниел Гриффин, Нэйтан Хорлоу, Адам Холсворт, Зак Хоули, Джордж Рокет, Бен Гибсон, Патрик О’Хэнлон, Клементина Лавендер, Дэнни Прайс, Джонатан Коган, Лео Тэйлор, Холли Роббинсон, Зоуи Ландон, Ли Багресс, Йен Дрэйнер, Джеймс Пауэр, Корин Каминг, Фрейзер Вудхаус и Пип Ньюби записали групповые вокальные партии. | Продюсирование и релиз - Дэвид Костен — продюсер, сведение, запись - Рау Рейнольдс — продюсер, дополнительная запись, художественное оформление - Тим Моррис — запись - Люк Гиббс — студийный ассистент - Боб Людвиг — сведение (CD/digital) - Стюарт Хоукс — сведение (vinyl) - Ричард Литтлер — дизайн, компоновка, редактор фото - Йен Джонсен — художественный руководитель - Дженифер МакКорд — фото музыкантов - Модо — художественное оформление - Агата Воланска — фото объектов |

## Позиции в чартах
| Чарт (2017)                       | Наивысшая позиция |
| --------------------------------- | ----------------- |
| Australian Albums (ARIA)          | 56                |
| Австрия (Ö3 Austria)              | 50                |
| Бельгия/Фландрия (Ultratop)       | 68                |
| Бельгия/Валлония (Ultratop)       | 173               |
| Германия (Offizielle Top 100)     | 60                |
| Шотландия (Scottish Albums Chart) | 4                 |
| Великобритания (UK Albums Chart)  | 5                 |